# تيبولوتل
تيبولوتل (بالإنجليزية: Tepeyollotl)‏ رب الأرض والكهف في أساطير الأزتيك. وهو الذي يسبب الهزات الأرضية ويعتقدون أن الصدى صادر منه. وحيوانه المفضل هو الفهد (الفهد الأمريكي). اسمه يعني "قلب الجبال"، هو إله الساعة الثامنة من الليل، ويصور على شكل جاكوار يقفز نحو الشمس. إنه ثامن سادة الليل.